# Alessandro Morán
Alessandro Morán Torres (Lima, 30 de noviembre de 1972) es un exfutbolista peruano que se desempeñaba como lateral derecho.

## Trayectoria
Comenzó su carrera en las divisiones menores de Universitario. Debutó en 1994 en el Lawn Tennis, regresó a Universitario en las temporadas 1995 y 1996, los dos siguientes años comienza a afianzarse como lateral derecho tanto en el José Gálvez como nuevamente en el Lawn Tennis. En 1999, jugó por Deportivo Municipal, donde destacó por su gran despliegue. El 2001, jugó con el FBC Melgar antes de llegar al equipo con el cual es más identificado, el Cienciano, del Cusco.
Entre los años 2002 y 2005, Morán obtiene sus mayores logros como futbolista al ganar con el cuadro cusqueño la Copa Sudamericana 2003, la Recopa Sudamericana 2004 y el Torneo Apertura 2005.
Tras su paso por Cienciano y haber disputado una temporada con Melgar, permaneció alejado del fútbol profesional por más de un año, reapareciendo el 2008 jugando con el Sport Áncash. A mediados de 2009, es contratado por el Deportivo Municipal para disputar la segunda división.

## Clubes
| Club                      | País | Año       |
| ------------------------- | ---- | --------- |
| Lawn Tennis               | Perú | 1994      |
| Universitario de Deportes | Perú | 1995-1996 |
| José Gálvez               | Perú | 1997      |
| Lawn Tennis               | Perú | 1998      |
| Deportivo Municipal       | Perú | 1999-2000 |
| FBC Melgar                | Perú | 2001      |
| Cienciano                 | Perú | 2002-2005 |
| FBC Melgar                | Perú | 2006      |
| Sport Áncash              | Perú | 2007-2008 |
| Deportivo Municipal       | Perú | 2009      |

## Palmarés

### Torneos
| Título          | Club      | País | Año  |
| --------------- | --------- | ---- | ---- |
| Torneo Apertura | Cienciano | Perú | 2005 |

### Campeonatos internacionales
| Título              | Club      | País | Año  |
| ------------------- | --------- | ---- | ---- |
| Copa Sudamericana   | Cienciano | Perú | 2003 |
| Recopa Sudamericana | Cienciano | Perú | 2004 |